# Abraxas copha
Abraxas copha är en fjärilsart som beskrevs av Louis Beethoven Prout 1916. Abraxas copha ingår i släktet Abraxas och familjen mätare. Inga underarter finns listade i Catalogue of Life.